# Liste des titres musicaux numéro un au Royaume-Uni en 1977
Cette page liste les titres classés no 1 des ventes de disques au Royaume-Uni pour l'année 1977 selon The Official Charts Company.
Les classements hebdomadaires sont issus des UK Singles Chart et UK Albums Chart.

## Classement des singles
| №  | Date         | Artiste                | Titre                                                        | Référence |
| -- | ------------ | ---------------------- | ------------------------------------------------------------ | --------- |
| 1  | 2 janvier    | Johnny Mathis          | When a Child Is Born                                         |           |
| 2  | 9 janvier    | David Soul             | Don't Give Up on Us                                          |           |
| 3  | 16 janvier   | David Soul             | Don't Give Up on Us                                          |           |
| 4  | 23 janvier   | David Soul             | Don't Give Up on Us                                          |           |
| 5  | 30 janvier   | David Soul             | Don't Give Up on Us                                          |           |
| 6  | 6 février    | Julie Covington        | Don't Cry for Me Argentina                                   |           |
| 7  | 13 février   | Leo Sayer              | When I Need You                                              |           |
| 8  | 20 février   | Leo Sayer              | When I Need You                                              |           |
| 9  | 27 février   | Leo Sayer              | When I Need You                                              |           |
| 10 | 6 mars       | The Manhattan Transfer | Chanson D'Amour (en)                                         |           |
| 11 | 13 mars      | The Manhattan Transfer | Chanson D'Amour (en)                                         |           |
| 12 | 20 mars      | The Manhattan Transfer | Chanson D'Amour (en)                                         |           |
| 13 | 27 mars      | ABBA                   | Knowing Me, Knowing You                                      |           |
| 14 | 3 avril      | ABBA                   | Knowing Me, Knowing You                                      |           |
| 15 | 10 avril     | ABBA                   | Knowing Me, Knowing You                                      |           |
| 16 | 17 avril     | ABBA                   | Knowing Me, Knowing You                                      |           |
| 17 | 24 avril     | ABBA                   | Knowing Me, Knowing You                                      |           |
| 18 | 1er mai      | Deniece Williams       | Free                                                         |           |
| 19 | 8 mai        | Deniece Williams       | Free                                                         |           |
| 20 | 15 mai       | Rod Stewart            | I Don't Want to Talk About It / The First Cut Is the Deepest |           |
| 21 | 22 mai       | Rod Stewart            | I Don't Want to Talk About It / The First Cut Is the Deepest |           |
| 22 | 29 mai       | Rod Stewart            | I Don't Want to Talk About It / The First Cut Is the Deepest |           |
| 23 | 5 juin       | Rod Stewart            | I Don't Want to Talk About It / The First Cut Is the Deepest |           |
| 24 | 12 juin      | Kenny Rogers           | Lucille                                                      |           |
| 25 | 19 juin      | The Jacksons           | Show You the Way to Go                                       |           |
| 26 | 26 juin      | Hot Chocolate          | So You Win Again                                             |           |
| 27 | 3 juillet    | Hot Chocolate          | So You Win Again                                             |           |
| 28 | 10 juillet   | Hot Chocolate          | So You Win Again                                             |           |
| 29 | 17 juillet   | Donna Summer           | I Feel Love                                                  |           |
| 30 | 24 juillet   | Donna Summer           | I Feel Love                                                  |           |
| 31 | 31 juillet   | Donna Summer           | I Feel Love                                                  |           |
| 32 | 7 août       | Donna Summer           | I Feel Love                                                  |           |
| 33 | 14 août      | Brotherhood of Man     | Angelo                                                       |           |
| 34 | 21 août      | The Floaters (en)      | Float On                                                     |           |
| 35 | 28 août      | Elvis Presley          | Way Down                                                     |           |
| 36 | 4 septembre  | Elvis Presley          | Way Down                                                     |           |
| 37 | 11 septembre | Elvis Presley          | Way Down                                                     |           |
| 38 | 18 septembre | Elvis Presley          | Way Down                                                     |           |
| 39 | 25 septembre | Elvis Presley          | Way Down                                                     |           |
| 40 | 2 octobre    | David Soul             | Silver Lady                                                  |           |
| 41 | 9 octobre    | David Soul             | Silver Lady                                                  |           |
| 42 | 16 octobre   | David Soul             | Silver Lady                                                  |           |
| 43 | 23 octobre   | Baccara                | Yes Sir, I Can Boogie                                        |           |
| 44 | 30 octobre   | ABBA                   | The Name of the Game                                         |           |
| 45 | 6 novembre   | ABBA                   | The Name of the Game                                         |           |
| 46 | 13 novembre  | ABBA                   | The Name of the Game                                         |           |
| 47 | 20 novembre  | ABBA                   | The Name of the Game                                         |           |
| 48 | 27 novembre  | Wings                  | Mull of Kintyre / Girls' School                              |           |
| 49 | 4 décembre   | Wings                  | Mull of Kintyre / Girls' School                              |           |
| 50 | 11 décembre  | Wings                  | Mull of Kintyre / Girls' School                              |           |
| 51 | 18 décembre  | Wings                  | Mull of Kintyre / Girls' School                              |           |
| 52 | 25 décembre  | Wings                  | Mull of Kintyre / Girls' School                              |           |

## Classement des albums
| №  | Date         | Artiste                     | Titre                                           | Référence |
| -- | ------------ | --------------------------- | ----------------------------------------------- | --------- |
| 1  | 2 janvier    | Queen                       | A Day at the Races                              |           |
| 2  | 9 janvier    | ABBA                        | Arrival                                         |           |
| 3  | 16 janvier   | Slim Whitman                | Red River Valley                                |           |
| 4  | 23 janvier   | Slim Whitman                | Red River Valley                                |           |
| 5  | 30 janvier   | Slim Whitman                | Red River Valley                                |           |
| 6  | 6 février    | Slim Whitman                | Red River Valley                                |           |
| 7  | 13 février   | The Shadows                 | 20 Golden Greats                                |           |
| 8  | 20 février   | The Shadows                 | 20 Golden Greats                                |           |
| 9  | 27 février   | The Shadows                 | 20 Golden Greats                                |           |
| 10 | 6 mars       | The Shadows                 | 20 Golden Greats                                |           |
| 11 | 13 mars      | The Shadows                 | 20 Golden Greats                                |           |
| 12 | 20 mars      | The Shadows                 | 20 Golden Greats                                |           |
| 13 | 27 mars      | Frank Sinatra               | Portrait of Sinatra                             |           |
| 14 | 3 avril      | Frank Sinatra               | Portrait of Sinatra                             |           |
| 15 | 10 avril     | ABBA                        | Arrival                                         |           |
| 16 | 17 avril     | ABBA                        | Arrival                                         |           |
| 17 | 24 avril     | ABBA                        | Arrival                                         |           |
| 18 | 1er mai      | ABBA                        | Arrival                                         |           |
| 19 | 8 mai        | ABBA                        | Arrival                                         |           |
| 20 | 15 mai       | ABBA                        | Arrival                                         |           |
| 21 | 22 mai       | ABBA                        | Arrival                                         |           |
| 22 | 29 mai       | ABBA                        | Arrival                                         |           |
| 23 | 5 juin       | ABBA                        | Arrival                                         |           |
| 24 | 12 juin      | The Beatles                 | The Beatles at the Hollywood Bowl               |           |
| 25 | 19 juin      | The Muppets                 | The Muppet Show                                 |           |
| 26 | 26 juin      | Divers artistes             | A Star Is Born (bande originale du film)        |           |
| 27 | 3 juillet    | Divers artistes             | A Star Is Born (bande originale du film)        |           |
| 28 | 10 juillet   | Johnny Mathis               | The Johnny Mathis Collection                    |           |
| 29 | 17 juillet   | Johnny Mathis               | The Johnny Mathis Collection                    |           |
| 30 | 24 juillet   | Johnny Mathis               | The Johnny Mathis Collection                    |           |
| 31 | 31 juillet   | Johnny Mathis               | The Johnny Mathis Collection                    |           |
| 32 | 7 août       | Yes                         | Going for the One                               |           |
| 33 | 14 août      | Yes                         | Going for the One                               |           |
| 34 | 21 août      | Connie Francis              | 20 All Time Greats                              |           |
| 35 | 28 août      | Connie Francis              | 20 All Time Greats                              |           |
| 36 | 4 septembre  | Elvis Presley               | Elvis' 40 Greatest                              |           |
| 37 | 11 septembre | Diana Ross & The Supremes   | 20 Golden Greats                                |           |
| 38 | 18 septembre | Diana Ross & The Supremes   | 20 Golden Greats                                |           |
| 39 | 25 septembre | Diana Ross & The Supremes   | 20 Golden Greats                                |           |
| 40 | 2 octobre    | Diana Ross & The Supremes   | 20 Golden Greats                                |           |
| 41 | 9 octobre    | Diana Ross & The Supremes   | 20 Golden Greats                                |           |
| 42 | 16 octobre   | Diana Ross & The Supremes   | 20 Golden Greats                                |           |
| 43 | 23 octobre   | Diana Ross & The Supremes   | 20 Golden Greats                                |           |
| 44 | 30 octobre   | Cliff Richard & The Shadows | 40 Golden Greats                                |           |
| 45 | 6 novembre   | Sex Pistols                 | Never Mind the Bollocks, Here's the Sex Pistols |           |
| 46 | 13 novembre  | Sex Pistols                 | Never Mind the Bollocks, Here's the Sex Pistols |           |
| 47 | 20 novembre  | Bread                       | The Sounf of Bread                              |           |
| 48 | 27 novembre  | Bread                       | The Sounf of Bread                              |           |
| 49 | 4 décembre   | Compilation                 | Disco Fever                                     |           |
| 50 | 11 décembre  | Compilation                 | Disco Fever                                     |           |
| 51 | 18 décembre  | Compilation                 | Disco Fever                                     |           |
| 52 | 25 décembre  | Compilation                 | Disco Fever                                     |           |

## Meilleures ventes de l'année
| Singles | Albums |
| --- | --- |
| 1. Wings – Mull of Kintyre / Girls' School 2. David Soul - Don't Give Up on Us 3. Julie Covington – Don't Cry for Me Argentina 4. Leo Sayer - When I Need You 5. David Soul - Silver Lady 6. ABBA - Knowing Me, Knowing You 7. Donna Summer - I Feel Love 8. Elvis Presley - Way Down 9. Hot Chocolate - So You Win Again 10. Brotherhood of Man - Angelo | 1. ABBA – Arrival 2. The Shadows - 20 Golden Greats 3. Diana Ross & The Supremes - 20 Golden Greats 4. Fleetwood Mac - Rumours 5. Divers artistes - A Star Is Born 6. Bread - The Sound of Bread 7. Compilation - Disco Fever 8. ABBA - Greatest Hits 9. Eagles - Hotel California 10. Leo Sayer - Endless Flight |